# Liriomyza minor
Liriomyza minor este o specie de muște din genul Liriomyza, familia Agromyzidae, descrisă de Spencer în anul 1981.
Este endemică în California. Conform Catalogue of Life specia Liriomyza minor nu are subspecii cunoscute.